# Dywizja Piechoty Groß Born
Dywizja Piechoty Gross-Born (niem. Infanterie-Division Groß Born) – niemiecka dywizja piechoty sformowana 3 sierpnia 1944 na poligonie Groß Born jako dywizja szkieletowa. 25 sierpnia tego samego roku została włączona w skład 570 Dywizji Grenadierów Ludowych.

## Skład
- 1. pułk grenadierów Gross-Born
- 2. pułk grenadierów Gross-Born
- batalion artylerii Gross-Born
- batalion inżynieryjny Gross-Born
- kompania niszczycieli czołgów Gross-Born